# センサールマン
センサールマンはフリーのお笑いコンビ。2022年に創設された「楽屋A」のメンバーとして活動している。

## 概要
活動当初はお互いに違う相方とコンビを組み、解散。それぞれピン芸人として活動していた。
正式にコンビを組む前にもコンテスト限定で『純子』→『ラスベガス』→『NANIWAラスベガス』とその時々に合わせてコンビ名を変え活動していた。
2012年9月、正式に「オレ・ラ・センサール」というコンビ名で結成。その後、「センサールマン」に改名。
2015年4月にフリーからスパンキープロダクションに所属。2022年1月末で同事務所を退所し、再びフリーになった。
2022年5月に大阪市西区に開館した劇場「楽屋A」のメンバーに入ったことで、以後の活動は楽屋Aが拠点となる。

## メンバー
山崎 仕事人（やまさき しごとにん、1982年8月2日（43歳） -）
- ツッコミ担当、立ち位置は向かって右。
- 鳥取県出身、O型。
- 週刊少年ジャンプが大好きで1992年22号から1作品も飛ばさず読み続けており、豆知識をSNSで披露している。

- 猿岩石の大ファン。

愛 植男（あい うえお、1983年3月5日（42歳） -）
- ボケ担当、立ち位置は向かって左。
- 大阪府出身、O型。
- 漫画家・丸尾末広の甥。
- 一時期、芸人を辞めて声優になろうと、日本ナレーション演技研究所に通っていた。このこともあって、演技力やモノマネに定評がある。レパートリーには若本規夫、滝口順平などの声優のほか、杉本清、青木達也などがあり、ネタ中によく披露している。

## 賞レース成績

### M-1グランプリ
| 年度           | 結果         | エントリー No. | 会場                           | 日程     | 備考                                   |
| -------------- | ------------ | -------------- | ------------------------------ | -------- | -------------------------------------- |
| 2015年(第11回) | 準々決勝進出 | 65             | なんばグランド花月             | 11月5日  |                                        |
| 2016年(第12回) | 準々決勝進出 | 43             | なんばグランド花月             | 11月7日  |                                        |
| 2017年(第13回) | 3回戦進出    | 17             | よしもと祇園花月               | 10月26日 |                                        |
| 2018年(第14回) | 3回戦進出    | 52             | よしもと祇園花月               | 10月24日 |                                        |
| 2019年(第15回) | 2回戦進出    | 3              | 朝日生命ホール                 | 10月7日  | 1回戦敗退後、再エントリーし2回戦進出。 |
| 2020年(第16回) | 1回戦敗退    | 368            | 朝日生命ホール                 | 8月24日  |                                        |
| 2021年(第17回) | 3回戦進出    | 1595           | よしもと漫才劇場               | 10月26日 |                                        |
| 2022年(第18回) | 3回戦進出    | 205            | よしもと有楽町シアター         | 10月30日 |                                        |
| 2023年(第19回) | 2回戦進出    | 272            | 雷5656会館ときわホール         | 10月20日 |                                        |
| 2024年(第20回) | 2回戦進出    | 1153           | COOL JAPAN PARK OSAKA SSホール | 10月10日 |                                        |

### その他賞レース
- 2013年10月：第2回関西演芸しゃべくり話芸大賞・奨励賞
- 2014年10月：第3回関西演芸しゃべくり話芸大賞・奨励賞
- 2015年9月：第16回新人お笑い尼崎大賞・本選会進出
- 2015年10月：第3回セルシーお笑いグランプリ・敢闘賞
- 2016年10月：第5回関西演芸しゃべくり話芸大賞・優勝決定戦進出
- 2016年10月：第4回セルシーお笑いグランプリ・決勝進出

## 出演
テレビ番組
- じわじわチャップリン（テレビ東京）
- 漫才MAN 2018年2月19日（日）（関西テレビ)
- 爆笑オンエアバトルF 2021年3月26日(金)（NHK総合（九州・沖縄エリア限定））

舞台・ライブ
- スパンキーお笑いライブ（道頓堀ZAZA 地下１階）
- 単独ライブ「せんさーるまんと！」2017年5月4日（木）（道頓堀ZAZA 地下１階）